# محمد شعبان (مخرج)
محمد شعبان (الاسم بالكامل: محمد شعبان سليم) مخرج سينمائي مصري من مواليد 31 يناير عام 1949، زوجته نورية مطر وله من الأبناء: حسين (مخرج) ودينا.

## حياته ونشأته
تخرج في المعهد العالي للسينما قسم إخراج، وسافر إلى فرنسا، ودرس المسرح دراسات حرة، وحصل على دبلوم قيادة الممثل أمام الكاميرا، وعمل مساعد مخرج في الفيلم التسجيلي «جيوش الشمس» للمخرج شادي عبد السلام عام 1973.
أخرج العديد من الأفلام التسجيلية منها «سلام مربع»، و«حديقة الحيوان».
كان يعمل بوظيفة مدير عام الإنتاج في المركز القومي للسينما.
حصل فيلمه «الشرف» على تسع جوائز في مهرجان الإسكندرية السينمائي الدولي من بينها جائزة أفضل فيلم وأفضل ممثل (فاروق الفيشاوي).
توفي محمد شعبان في 29 أكتوبر 2017 عن عمر يناهز 68 سنة.

## محمد شعبان وشادي عبد السلام
ظل المخرج شادي عبد السلام (1930 – 1986) يُحضّر لفيلم «إخناتون» أكثر من عشر سنوات، ومات دونَ أن يخرجه. عن تلك الرحلة، قرر المخرج «محمد شعبان»، الذي عمل مساعداً لشادي لسنواتٍ طويلة، أن يقدم فيلماً عن أزمته وعدم رؤيته لعمله يخرج إلى النور، في فيلمٍ روائي جديد يحمل اسم «إخناتون يعود للحياة». قال شعبان، في تصريحٍ لوكالة أنباء الشرق الأوسط: «أن الفيلم يحكي عن شادي ومأساته في عدم تحقيق حلمه الأكبر وتنفيذ فيلم اخناتون، وايضا رحلة اخناتون وماساته هو الآخر، اذن فالفيلم يقدم مزجا بين مأساة شخصيتين.. شادي وفيلمه، واخناتون ورسالته.»
أوضح شعبان إلى أن خاتمه الشخصيتين كانت واحدة، حيث انحسرت عن شادي عبد السلام الأضواء إثر مرضه الأخير، وابتعد عنه الناس، وكذلك إخناتون، الذي تكالبت ضده المؤامرات وممارسات الكهنة، ووصل إلى نهاية مأساوية. واصل شعبان: «أن الفيلم يقدم مزجاً بين الشخصيتين في إطار بين الواقعي والفانتازي والتاريخي، مما يجعله تجربة سينمائية مختلفة.»
ذكر شعبان أنه عمل مساعدا لشادي وقت ان بدأ الإعداد لفيلم إخناتون عام 1972 وشاركه كتابة السيناريو وتصميم الملابس والحلي والاكسسوار، وايضا رسم الشخصيات واختيار أماكن التصوير ونسخة الديكوباج الاخيرة حتى ان اجزاء عديدة من الديكور تم تنفيذها بالفعل.

## أعماله
فيلم «زيارة السيد الرئيس» عام 1994، مساعد للمخرج منير راضي.
فيلم «قشر البندق» عام 1995، مساعد للمخرج خيري بشارة.
فيلم «عرق البلح» عام 1999، مساعد للمخرج رضوان الكاشف.
فيلم «الشرف» عام 2000، إخراج.
مسرحية «كوكب كيكي» عام 2009، مساعد للمخرج ناصر عبد المنعم.
فيلم «أدرينالين» عام 2009، مساعد للمنتج جورج غطاس.

## وصلات خارجية
- محمد شعبان على موقع IMDb (الإنجليزية)
- محمد شعبان على موقع قاعدة بيانات الأفلام العربية
- محمد شعبان على الدهليز
- محمد شعبان على كاروهات

https://www.shorouknews.com/news/view.aspx?cdate=27092011&id=e2f5b805-b0eb-4125-b239-6fce8219061b محمد شعبان (مخرج)